# Costantíno dei Pitti
Caustantín mac Fergusa (prima del 775 – 820) è stato re dei Pitti (o di Fortriu), nell'odierna Scozia, dal 789 all'820.
Oggi non si crede più che lui e suo fratello Óengus erano figli di Fergus mac Echdach, re di Dál Riata. Mentre si pensa che fossero parenti del primo re Óengus mac Fergusa, forse suoi nipoti. Questa famiglia potrebbe essere stata originaria di Circinn (forse l'odierno Mearns) e avere quindi connessioni con gli Eóganachta del Munster, in Irlanda.
Regnò in un periodo per il quale gli annali irlandesi danno poche informazioni sugli eventi della Scozia. In questo periodo si trovò senza dubbio a fronteggiare le molto frequenti incursioni dei Vichinghi. Nel 789 viene ricordata una battaglia in Pittavia tra Caustantín e Conall mac Taidg, in cui fu il primo a vincere. Conall fu poi ucciso nel Kintyre nell'807. Non si sa se Caustantín fu re prima di aver sconfitto Conall, anche perché le liste dei sovrani danno una durata per il suo regno che varia dai 35 ai 45 anni. Secondo le fonti morì nell'820. Recenti analisi hanno dimostrato che nella Dupplin Cross viene nominato Custantin filius Fircus[sa]. Fu patrono di molti monasteri anche nella Northumbria.
A lui successe il fratello Óengus. Suo figlio Drest salirà in seguito sul trono. Un altro suo figlio, Domnall, sarebbe stato invece re di Dál Riata dall'811 circa all'835.